# Семь камней (2015)
«Семь камней» (бел. Сем камянёў) — роман белорусского писателя Алексея Шеина, опубликованный в 2015 году издательством «Позитив-центр». Произведение относится к жанру фэнтези, является номинантом нескольких премий и лауреатом премии Европейского общества научной фантастики.

## Сюжет
Оказавшись в неведомой ему стране под названием «Эферия» (бел. Эферыя), подросток по имени Ясь (бел. Ясь) старается спасти свою неизлечимо больную подругу Мирку (бел. Мірка). Для этого ему нужно будет найти семь драгоценных камней в течение семи дней, а камни должны будут указать на целительный источник живой воды.
Пока Ясь путешествует, познавая новый мир вокруг, он обнаруживает, что в древних летописях было предсказано о «Достойном» — единственном герое, который способен собрать все семь драгоценностей.
Ясь проникается историей Эферии и узнаёт, что 24 года назад страну захватил несправедливый самозванец Вормар. Хотя основная задача героя — помочь близкому ему человеку, Ясь решает также помочь жителям свергнуть диктатора и вернуть стране свободу.

## Реакция
Белорусская писательница Анна Северинец отметила, что в литературе Беларуси книга «Семь камней» является первой в своём роде.
Литературный критик Анна Янкута считает, что полные чудес приключения в книге могут подойти читателям всех возрастов.

## Премии
- 2017 год — книга была удостоена премии Европейским обществом научной фантастики за лучший литературный дебют. Премия ежегодно вручается представителями общества на «Евроконе» — европейском конгрессе научной фантастики, который в 2017 году прошёл в немецком городе Дортмунде[4][5].

### Номинации
- 2016 год — номинация на литературную Премию Тётки в номинации «Наилучшая книга для детей и подростков»[6]. Основатели премии — Белорусский ПЕН-центр, фонд «Возвращение», СБП.
- 2016 год — номинация на литературную премию Ежи Гедройца[7].